# 멀베리 항구
멀베리 항구(Mulberry harbours)는 제2차 세계 대전 중 영국 해군 본부와 영국 전쟁성이 연합군의 노르망디 상륙 작전 (1944년 6월) 중 해변에 화물을 신속하게 하역할 수 있도록 개발한 두 개의 임시 이동식 항구였다. 이 항구들은 1942년에 설계되어 1년도 채 안 되어 극비리에 건설되었다. D-Day 후 연합군이 교두보를 확보한 지 몇 시간 만에 두 개의 미리 조립된 항구의 일부가 영국 남부에서 영국 해협을 가로질러 견인되어 오마하 해변 (멀베리 "A")과 골드 해변 (멀베리 "B") 앞바다에 배치되었으며, 방파제 역할을 할 노후 선박들도 침몰되었다.
멀베리 항구는 침공군에게 필요한 증원군과 보급품을 제공하기 위한 심해 부두와 항구의 필요성을 해결했으며, 독일 방어군에 의한 불가피한 파괴 후 주요 프랑스 항구들을 점령하고 재사용할 수 있을 때까지 사용될 예정이었다. 부유식으로 침몰할 수 있는 방파제, 부유식 부두, 부두 및 부유식 도로로 구성된 이 혁신적이고 기술적으로 어려운 시스템은 처음으로 사용되었다.
골드 해변의 멀베리 B 항구는 D-Day 이후 10개월 동안 사용되었으며, 200만 명이 넘는 병력, 4백만 톤의 보급품, 50만 대의 차량이 하역된 후 항구는 완전히 폐기되었다. 오마하 해변의 부분적으로 완성된 멀베리 A 항구는 6월 19일 북동쪽에서 온 강력한 폭풍으로 인해 부두들이 단단히 고정되지 않은 상태에서 손상되었다. 3일 후 폭풍이 마침내 진정되었을 때, 피해가 너무 심각하여 항구는 버려졌고, 미군은 개방된 해변을 통해 병력과 물자를 하역하는 방식으로 전환했다.

## 배경
1942년 디에프 기습은 연합군이 북프랑스 해안의 항구를 점령하기 위해 대서양 방벽을 뚫을 수 없다는 것을 보여주었다. 문제는 무겁고 부피가 큰 화물과 보급품을 운송하는 데 필요한 대형 대양 선박이 용골 아래에 흘수 깊이가 충분해야 하고, 화물을 하역하기 위한 기중기가 필요하다는 것이었다. 이러한 시설은 이미 방어가 심한 프랑스 항구에서만 이용할 수 있었다. 따라서 멀베리 항구는 오버로드 작전을 유지하는 데 필요한 수천 명의 병력과 차량, 수백만 톤의 보급품을 하역하는 데 필요한 항만 시설을 제공하기 위해 만들어졌다. 항구는 방파제, 돌제부두 및 도로 등 모든 항구에서 기대할 수 있는 요소들로 구성되었다.

## 준비

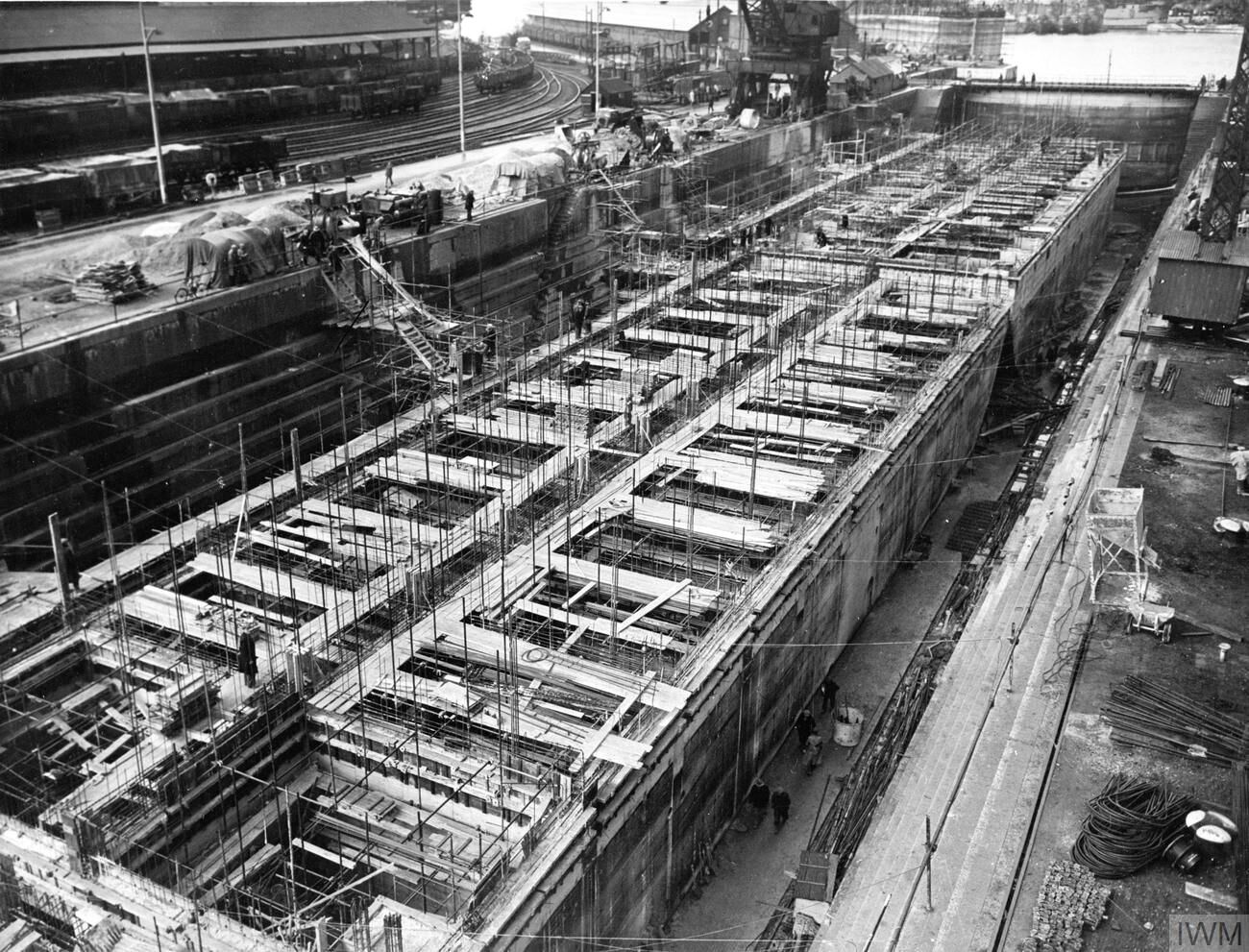
1944년 사우샘프턴에서 건설 중인 피닉스 케이슨들

1943년 여름 오버로드 작전의 계획이 진전되면서, 제안된 인공 항구는 영국에서 미리 조립된 후 영국 해협을 가로질러 견인되어야 한다는 점이 받아들여졌다.
하나의 미국 항구와 하나의 영국/캐나다 항구, 이렇게 두 개의 분리된 인공 항구가 필요하다는 것은 1943년 8월 1943년 퀘벡 회담에서 합의되었다. 토목 기술자 콜린 R. 화이트(브루스 화이트 경의 형제)가 의장을 맡아 항구의 위치와 방파제의 형태에 대해 조언하기 위한 인공 항구 소위원회가 구성되었으며, 소위원회의 첫 회의는 1943년 8월 4일 영국 토목 기술자 협회에서 열렸다. 소위원회 회의록에 따르면 초기에는 기포 방파제를 사용하려 했으나, 블록쉽이 제안되었고, 최종적으로는 충분한 블록쉽을 구할 수 없어 블록쉽과 특수 제작된 콘크리트 케이슨 유닛의 혼합이 사용되었다.
1943년 9월 2일, 연합 참모 본부는 인공 항구(멀베리)가 기상 조건에 관계없이 매일 12,000톤(자동차 운송 제외)을 처리해야 한다고 추정했다. 9월 4일, 항구 건설 작업을 즉시 시작하도록 승인이 떨어졌다. 영국 전쟁성과 영국 해군 본부 간의 책임 문제로 인한 갈등은 1943년 12월 15일 참모차장의 개입으로 해결되었다. 결정은 해군본부가 봉쇄선, 봄바돈, 그리고 영국 남부 해안에 있는 모든 구성 요소의 조립을 관리한다는 것이었다. 또한 측량, 현장 배치, 견인 및 항해 표식에 필요한 모든 작업을 수행하기로 했다. 전쟁성은 콘크리트 케이슨(피닉스), 도로(웨일), 그리고 대공포 설치를 통한 보호를 담당했다. 현장에 도착하면 육군이 케이슨을 침몰시키고 항구의 다양한 다른 단위들을 조립하는 책임이 있었다. 오마하 해변의 멀베리 A의 경우, 미 해군 공병단 (CEC)이 미리 조립된 부품으로 항구를 건설했다.
제안된 항구는 방파제와 부두, 그리고 도로를 제공하는 연결 구조물을 건설하기 위해 다양한 종류의 거대한 케이슨을 필요로 했다. 케이슨은 주로 기존 조선 시설이나 콘위 모르파와 같은 넓은 해변 등 영국 해안의 여러 곳에서 건설되었다. 작업은 웨이츠 건설, 밸푸어 비티, 헨리 부트, 보비스 & Co, 코크레인 & 아들들, 코스테인, 큐비츠, 프렌치, 홀로웨이 브라더스, 존 레잉 & 아들, 피터 린드 & 컴퍼니, 로버트 맥알파인 경, 멜빌 던다스 & 윗슨, 모울렘, 너털, 파킨슨, 핼크로우 그룹, 폴링 & Co. 및 테일러 우드로를 포함한 상업 건설 회사에 위탁되었다. 완성된 후, 예인선에 의해 영국 해협을 가로질러 노르망디 해안까지 8.0 킬로미터 매 시 (4.3 kn)의 속도로 견인되었고, 레지널드 D. 귀더의 지휘 아래 영국 왕립 공병대에 의해 조립, 운영 및 유지보수되었다. 그는 이 공로로 대영 제국 훈장 사령관(CBE)을 받았다. 웨일 피어의 다양한 요소는 브레이스웨이트 & Co, 웨스트 브롬위치, 그리고 뉴포트가 이끄는 회사 그룹에 의해 설계 및 건설되었다.

### 해변 조사
두 임시 항구 위치 모두 지질학, 수로학 및 해상 조건에 대한 상세한 정보가 필요했다. 이 데이터를 수집하기 위해 1943년 10월에 특수 수로학자 팀이 구성되었다. 햄블르리스의 해군 기지 HMS 토르멘터에서 작전하는 제712 측량 전대는 적 해안의 수심을 측정하는 임무를 맡았다. 1943년 11월부터 1944년 1월까지 이 팀은 특별히 개조된 여러 대의 대형 상륙정 (Personnel Large), 즉 LCP(L)을 사용하여 노르망디 해안을 측량했다.
LCP(L)은 영국 해군 승무원과 소수의 수로 측량사에 의해 운영되었다. 첫 번째 출격인 KJF 작전은 1943년 11월 26/27일 밤에 3대의 LCP(L)이 멀베리 B의 위치인 아로망슈 항구 앞바다에서 측량을 수행했다. 멀베리 A의 제안된 위치에 대한 후속 임무인 KJG 작전은 12월 1일과 2일에 수행되었으나, 항해 실패로 인해 팀이 정확한 지역에서 2,250야드 서쪽에 있는 지역을 측량하게 되었다.
베르쉬르메르 앞바다에서 두 차례의 수심 측량 시도가 이루어졌다. 12월 25/26일의 첫 번째 출격인 벨푸쉬 에이블 작전은 장비 문제에 직면했다. 그들은 12월 28/29일 벨푸쉬 베이커 작전에서 임무를 완료하기 위해 돌아왔다.
(1943년 새해 전야, 제712 측량 전대는 베르쉬르메르 바로 서쪽의 골드 해변 지역으로 연합 작전 파일럿팅 팀 (COPP)을 수송했다. 영국 왕립 공병대의 로건 스콧-보든 소령과 동서리 연대의 특공대 병장 브루스 오그덴 스미스 등 두 병사가 KJH 작전에서 밤에 해변에 상륙하여 모래 샘플을 채취했다. 이 작전은 멀베리 항구와 연결된 것이 아니라 모래의 지지력을 확인하고 장갑차가 해변을 건널 수 있는지 아니면 진흙에 빠질지 여부를 결정하는 데 도움이 되기 위한 것이었다.)
최종 멀베리 항구 조사인 벨푸시 찰리 작전은 1월 30-31일 밤에 이루어졌지만, 안개와 독일 감시병들이 배 소리를 들었기 때문에 제한적인 정보만 수집되었다. 추가 출격은 중단되었다.

## 설계 및 개발

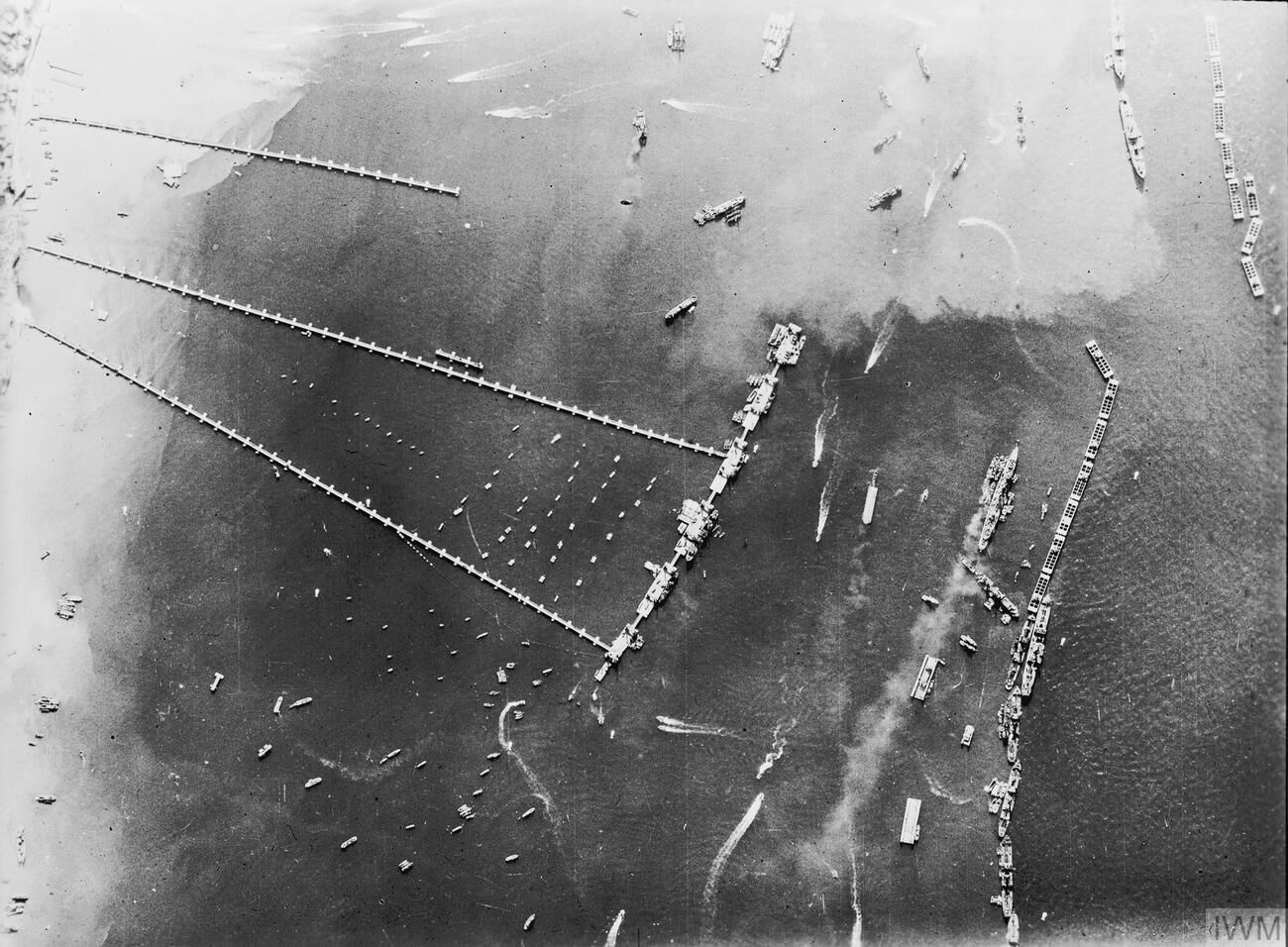
노르망디 아로망슈레뱅의 멀베리 항구 "B"의 항공 사진 (1944년 10월 27일)

임시 항구에 대한 초기 아이디어는 윈스턴 처칠이 1915년 로이드 조지에게 보낸 메모에 스케치되어 있었다. 이 메모는 독일의 보르쿰과 질트섬 해안에 인공 항구를 건설하기 위한 것이었다. 더 이상의 조사는 이루어지지 않았고, 메모는 파일로 보관되었다.
1940년 토목 기술자 가이 마운셀은 영국 전쟁성에 인공 항구 제안을 보냈지만, 이 아이디어는 처음에는 채택되지 않았다.
처칠은 1942년 5월 30일, 임시 항구 문제에 대한 해결책을 찾는 데 진전이 없는 것에 대한 좌절감으로 보이는 "해변 사용 부두"라는 메모를 발표했다. 1942년 6월 17일부터 8월 6일까지 휴 아이오리스 휴즈는 영국 전쟁성에 인공 항구 설계 개념을 제출했다.
1942년 8월 19일 디에프 기습 이후 회의에서 존 휴즈-핼럿 해군 부제독(디에프 기습의 해군 사령관)은 항구를 점령할 수 없다면 영국 해협을 건너 항구를 가져와야 한다고 선언했다. 휴즈-핼럿은 처칠의 지지를 받았다. 멀베리 항구 개념은 휴즈-핼럿이 오버로드 작전 계획자의 해군 참모장으로 옮겨가면서 구체화되기 시작했다.
1942년 가을, 연합 작전 본부의 총책임자인 루이 마운트배튼 부제독은 최소 one 마일 (1.6 km) 길이의 부두가 필요하며, 이 부두에서는 2,000톤급 선박도 처리할 수 있어야 한다고 요구했다.
1943년 7월, 콜린 R. 화이트(의장), J. D. C. 쿠퍼, J. A. 코크레인, R. D. 귀더, 아이버 벨 중령으로 구성된 저명한 토목 기술자 위원회가 프랑스 해안의 여러 선정된 지역을 어떻게 보호된 항구로 전환할 수 있는지에 대해 자문하기 위해 설립되었다. 이 위원회는 처음에는 압축 공기 방파제 사용을 조사한 후 최종적으로는 봉쇄선과 케이슨을 사용하기로 결정했다.
처칠은 멀베리 항구 아이디어를 루스벨트 대통령과 논의했다. 노동부 장관 프랜시스 퍼킨스는 루스벨트의 말을 이렇게 기록했다. "그거 처칠 아이디어였어요. 그는 하루에 백 가지 아이디어를 내고 그중 한 네 가지는 쓸 만합니다."

### 시범
1943년 8월과 9월에 화물 처리 부두에 대한 세 가지 경쟁 디자인의 시험이 압축 공기 방파제 시험과 함께 진행되었다. 부두 디자인은 다음과 같았다:
- 휴 아이오리스 휴즈 (토목 기술자)는 "히포" 부두와 "크로커다일" 교량 경간을 개발했다.
- 로널드 해밀턴 (혼합 무기 개발 부서에서 근무)은 방수 처리된 캔버스를 널빤지로 강화하고 케이블로 장력을 가한 부유식 도로로 구성된 "스위스 롤"을 고안했다.
- 윌리엄 T. 에버올 중령과 앨런 베켓 소령 (영국 전쟁성 '수송 5부서' (Tn5) 소속)은 부두 머리에 연결된 부유식 다리를 설계했다 (부두 머리에는 조수와 함께 오르내리는 통합 "스퍼드" 다리가 있었다).

솔웨이만 서쪽의 위그타운만은 예상 침공 해변의 조수와 유사하고 갈리에스톤에 항구가 있으며, 외진 지역이라는 점이 보안 문제를 단순화할 수 있어 시험 장소로 선정되었다. 갈리에스톤에서 약 5 마일 (8.0 km) 남쪽에 위치한 칸 헤드에 본부 캠프가 세워졌다. 각 디자인의 프로토타입이 건설되어 영국 왕립 공병대에 의해 칸 헤드와 갈리에스톤에서 시험을 위해 지역으로 운송되었다. 시험 결과 다양한 문제점이 드러났다 ("스위스 롤"은 대서양 파도 속에서 7톤 트럭까지만 견딜 수 있었다). 최종 디자인 선택은 "히포"가 약해져 "크로커다일" 교량 경간이 무너지고 스위스 롤이 휩쓸려 가는 폭풍 속에서 결정되었다. Tn5의 디자인이 가장 성공적이었고 베켓의 부유식 도로(후에 웨일로 코드명 지정)는 손상되지 않고 살아남았다. 이 디자인이 채택되었고, 16 km (10 mi)의 웨일 도로가 J. D. 버널과 브루스 화이트 준장(영국 전쟁성 항만 및 내륙 수송 국장)의 관리 하에 제조되었다.

## 구조물

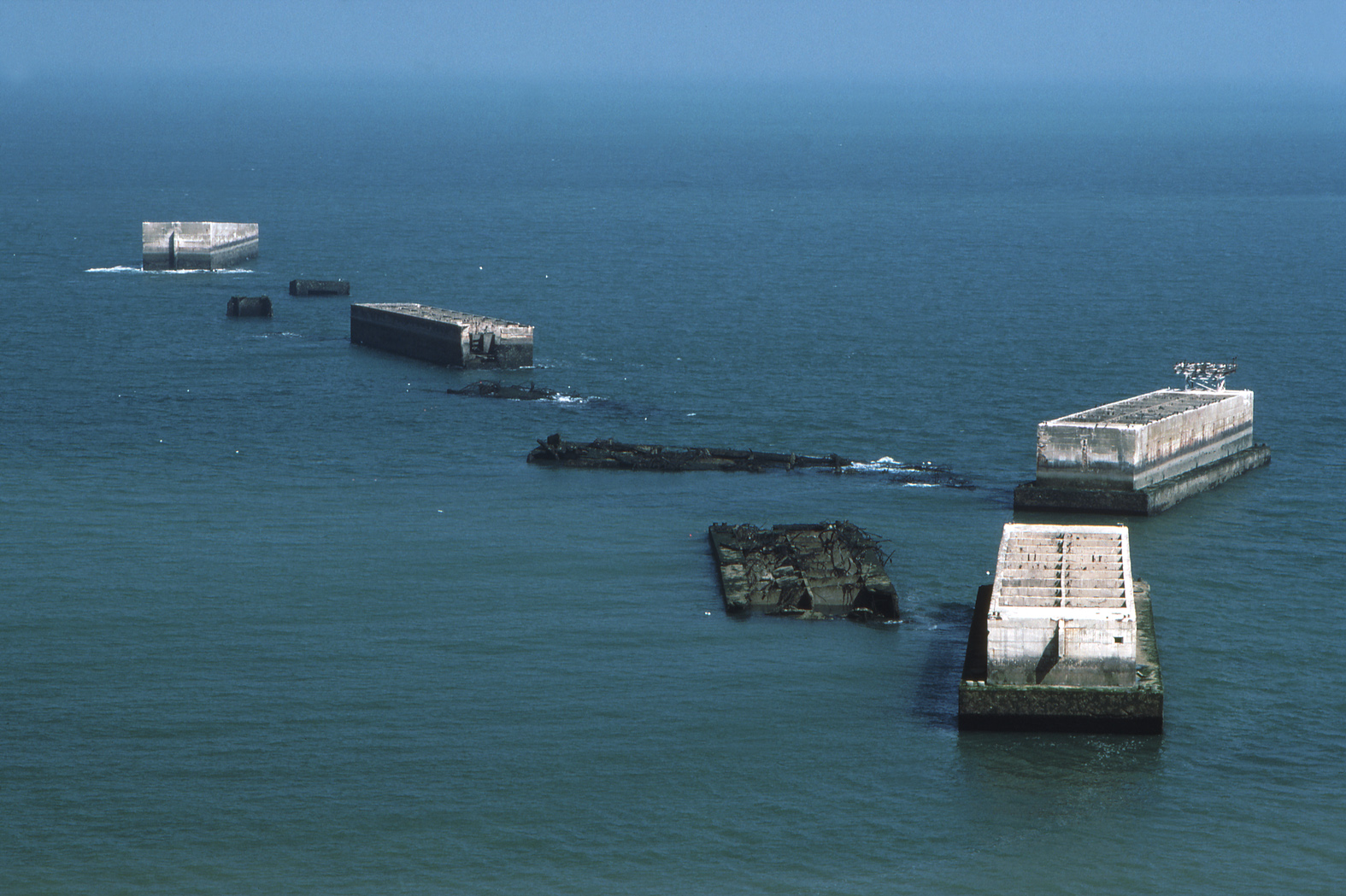
1990년 아로망슈 앞바다에 남아 있는 항구의 잔해

멀베리는 인공 항구를 구성하는 모든 다양한 구조물에 대한 암호명이었다. 이 구조물들은 거위 베리(gooseberries)라고 불렸고, 완전한 항구로 진화했다. 멀베리 "A"와 "B"는 각각 봄바돈이라고 불리는 부유식 외곽 방파제, "콘콥"과 피닉스 방파제라고 불리는 철근 콘크리트 케이슨으로 구성된 정적 방파제, "웨일"과 "비틀"이라는 암호명이 붙은 부유식 부두 또는 도로, 그리고 "스퍼드"라는 암호명이 붙은 부두 머리로 구성되었다. 이 항구들은 건설되었을 때 도버 항구와 비슷한 크기였다. 해왕성 작전 계획에서 멀베리 "B"는 "영국에서 건설되어 아로망슈의 영국 해변으로 견인될 인공 항구"로 정의되었다.
생로랑쉬르메르의 오마하 해변에 조립된 멀베리 항구 "A"는 미군 침공군이 사용하기 위한 것이었다. 멀베리 "A"(미국)는 영국이 설치한 멀베리 "B"만큼 해저에 단단히 고정되지 않았으며, 이로 인해 1944년 6월 19일 영국 해협의 폭풍으로 심각한 손상을 입어 수리 불가능하다고 판단되어 추가 조립이 중단되었다. 이 항구는 어거스터스 데이턴 클라크가 지휘했다.
멀베리 "B"(영국)는 영국 및 캐나다 침공군이 사용하기 위해 아로망슈의 골드 해변에 조립된 항구였다. 이 항구는 D-Day 이후 6개월 만에 폐기되었는데, 이는 연합군이 최근 점령한 안트베르펜 항구를 사용하여 병력과 보급품을 하역할 수 있게 되었기 때문이다. 멀베리 "B"는 G.C.B. 섀딕 중령의 지휘 아래 영국 왕립 공병대 제20항만단에 의해 운영되었다.

## 같이 보기
- 플루토 작전
- 릴리: 멀베리 항구를 위해 개발된 부품을 사용한 부유식 활주로
- 인민해방군 해군 상륙 바지선 – 상륙을 위한 부두를 형성하는 수상 교량(水桥)

## 참고 문헌
- Antill, Peter; Bradford Case, Jeffrey; Moore, David (2011). 〈Case 1.4, Operation Overlord: Supply Chain Innovation during World War II〉.   Moore, David. 《Case Studies in Defence Procurement and Logistics, Volume I》. Cambridge: Cambridge Academic. ISBN 978-1-903499-61-0. OCLC 858069223.
- Bonnard, Brian (1993). 《Alderney at War: 1939-1949》. Stroud: Alan Sutton. ISBN 0-7509-0343-0. OCLC 799680591.
- Crawford, R. W., 편집. (November 1944). Mulberry B D+4–D+147 10 June to 31 October 1944 (보고서). SHAEF. 2020년 3월 16일에 확인함.
- Falconer, Jonathan (2013). 《D-Day Manual: 'Neptune', 'Overlord' and the Battle of Normandy》. Sparkford, Somerset: Haynes. ISBN 978-0-85733-234-9. OCLC 840187873.
- Godfrey, Frederick (November–December 2003). 《The Logistics of Invasion》 (PDF). 《Army Logistician》 35. 44–49쪽. ISSN 0004-2528. 2020년 3월 16일에 확인함.
- Hartcup, Guy (2011). 《Code Name Mulberry: The Planning Building and Operation of the Normandy Harbours》. Barnsley, South Yorkshire: Pen & Sword Military. ISBN 978-1-84884-558-9.
- Horrall, Andrew (2019). 《'This War has Produced a Woman Who Can Keep a Secret!': The Mulberry Harbour Exhibitions, the Young Woman and the Contested Meanings of a British Wartime Invention》. 《War & Society》 38. 185–202쪽. doi:10.1080/07292473.2019.1617661. S2CID 198034466.
- Hughes, Michael; Momber, Gary (2000). 〈The Mulberry Harbour Remains〉.   Allen, Michael J.; Gardiner, Julie. 《Our Changing Coast a survey of the intertidal archaeology of Langstone Harbour Hampshire》. York: Council for British Archaeology. 127–128쪽. ISBN 1-902771-14-1. OCLC 49326461.
- Jackson, Zoe; Grey, Stephen; Adcock, Thomas A. A.; Taylor, Paul H.; Bidlot, Jean-Raymond (2017). 《The waves at the Mulberry Harbours》. 《Journal of Ocean Engineering and Marine Energy》 3. 285–292쪽. doi:10.1007/s40722-017-0088-4. ISSN 2198-6452.
- Lewis, Richard; Bonderud, Erlend (2024). “Mulberry Harbour Components - Gooseberry 4 - Juno”. The Crete Fleet. 2024년 6월 3일에 확인함.
- Morison, Samuel Eliot (1957). 《The Invasion of France and Germany》. History of United States Naval Operations in World War II XI. Boston: Little, Brown and Cimoany. OCLC 671874345.
- Morton, High M.; Jones, Wilbur D. (2005). 《The Journey Continues: The World War II Home Front》. Shippensburg, Pennsylvania: White Mane Books. ISBN 978-1-57249-365-0. OCLC 751019759.
- Murchie, A. T. (1993). 《The Mulberry Harbour Project in Wigtownshire 1942-1944》. Local History Series No 4. Wigtown: G.C. Book Publishers Ltd. ISBN 1-872350-62-3.
- Osmanski, F. A. (January 1950). 《Logistical Planning of Operation Overlord》. 《Military Review》 29. 50–62쪽. ISSN 0026-4148. 2024년 8월 5일에 확인함.
- Ruppenthal, Roland G. (1953). 《Logistical Support of the Armies》 (PDF). United States Army in World War II – The European Theater of Operations. I, May 1945 – September 1944. Washington, D.C.: Office of the Chief of Military History, Department of the Army. OCLC 640653201. 2012년 9월 27일에 원본 문서 (PDF)에서 보존된 문서. 2019년 7월 14일에 확인함.
- Stanford, Alfred B. (1951). 《Force Mulberry: The Planning and Installation of the Artificial Harbor of U.S. Normandy Beaches in World War II》. New York: William Morrow & Co. hdl:2027/mdp.39015034330186. OCLC 987387246.